# Église de la Purification-de-la-Vierge de Berzé-la-Ville
L'église de la Purification-de-la-Vierge est une église catholique située à Berzé-la-Ville, dans le département de Saône-et-Loire, en France.

## Présentation
Cette église romane date du XIe siècle.
Elle appartenait à l'abbaye de Cluny (son clocher était d'ailleurs encore surmonté, dans les années trente, d'une girouette aux armes des abbés de Cluny). La façade occidentale et la baie supérieure en plein cintre qui éclaire les combles sont des témoins de cette époque. 
L'église a fait l'objet d'agrandissement au XVIe siècle et au XVIIIe siècle, la nef a été partiellement agrandie. 

## Protection
L'édifice fait l’objet d’une inscription au titre des monuments historiques en 1993.

## Description
L'élément le plus intéressant est le décor intérieur qui orne le chœur et les chapelles nord et sud. Il a été réalisé selon la technique du pochoir au XVIe siècle.

## Culte
Édifice consacré du diocèse d'Autun relevant de la paroisse Saint-Vincent-en-Val-Lamartinien (siège à La Roche-Vineuse) – qui en est affectataire au titre de la loi de 1905 –, l'église de Berzé-la-Ville est, plusieurs siècles après sa construction, un lieu de culte catholique.